# 4 Akogare My STAR
4 Akogare My STAR (④憧れ My STAR 4 Mi ESTRELLA Admirable?) es el 4.º álbum de estudio de ℃-ute. El álbum fue lanzado el 28 de enero de 2009. El álbum fue lanzado en ediciones limitadas y regulares; la limitada viene con un DVD extra. Vendió 13,724 copias. Este es el último álbum que presenta a Erika Umeda y Kanna Arihara.

## Lista de Canciones
| CD  | |          |  |
| N.º | Título                                                                                               | Duración |  |
| 1.  | «★Akogare My STAR★ (★憧れ My STAR★; ★Mi ESTRELLA Admirable★)»                                        |          |  |
| 2.  | «One's LIFE (Una VIDA)- Cantado por Erika Umeda, Chisato Okai, Mai Hagiwara»                         |          |  |
| 3.  | «Yes! all my family (Si! toda mi familia) - Solo de Airi Suzuki»                                     |          |  |
| 4.  | «Namida no Iro»                                                                                      |          |  |
| 5.  | «Aishiteru Aishiteru (愛してる 愛してる; Te Amo Te Amo) - Cantado por Kanna Arihara y Saki Nakajima» |          |  |
| 6.  | «Seishun Song (青春ソング; Canción Joven) - Solo de Maimi Yajima»                                    |          |  |
| 7.  | «Big dreams (Sueños Grandes)»                                                                        |          |  |
| 8.  | «SHINES (BRILLOS)»                                                                                   |          |  |
| 9.  | «Yakusoku wa Toku ni Shinai wa (約束は特にしないわ; La promesa que no pude cumplir)»                 |          |  |
| 10. | «FOREVER LOVE»                                                                                       |          |  |
| 11. | «Edo no Temari Uta II»                                                                               |          |  |

| Edición Limitada DVD | |          |  |
| N.º                  | Título | Duración |  |
| 1.                   | «℃-ute Interviewer ni Chousen! (℃-ute インタビュアーに挑戦!; Desafío del Entrevistador!)»                    |          |  |
| 2.                   | «Jacket Making + Kyoufu no Hako (ジャケット撮影メイキング + 恐怖の箱; Creación de Carátula + Caja de miedo)» |          |  |
| 3.                   | «Cutie Girls Kiki Ippatsu (キューティーガールズ危機一髪; La llamada cercana de las chicas lindas)»           |          |  |
| 4.                   | «Ending (エンディング; Final)»                                                                               |          |  |

## Miembros presentes
- Erika Umeda (Último Álbum Presentada)
- Maimi Yajima
- Kanna Arihara (Último Álbum Presentada)
- Saki Nakajima
- Airi Suzuki
- Chisato Okai
- Mai Hagiwara